# Сорочанка
Сороча́нка (бел. Сарачанка) — река в Островецком районе Гродненской области Белоруссии, правый приток реки Вилия. В верхнем течении, выше озера Клевье также называется Клевель. Длина 29 км, водосбор 201 км², средний наклон водной поверхности 1,4 ‰, среднегодовой расход воды в устье — 1,75 м³/с
Исток реки находится у деревни Ворзяны в 5 километрах от границы с Литвой. Генеральное направление течения от истока — северо-восток, под названием Клевель река протекает озеро Баранское, за ним поворачивает на юго-восток. В среднем течении река протекает цепочку озёр — Клевье, Белое, Туровейское, Золовское, Кайминское, Сорочье и Тумское, из последнего река вытекает уже под именем Сорочанка и меняет направление течения на юго-западное.
Течёт преимущественно среди леса, берега частично заболочены. Русло от истока на протяжении 2,2 км канализировано.
Река протекает деревни Буйки, Барани, Борово, Малое Туровье, Каймина Горная, Каймина Дольная, Гинкишки, Тумки, Лоси, Сорочье. У последней впадает в Вилию. Именованных притоков не имеет.